# آلفونسو رودریگز
آلفونسو رودریگز (انگلیسی: Alfonso Rodríguez; (زاده ۵ ژانویه ۱۹۵۶، در سیوداد تروخیلو، جمهوری دومینیکن) کارگردان، نویسنده، بازیگر اهل جمهوری دومینیکن است. او همچنین کاندیدای ریاست جمهوری برای انتخابات ۲۰۲۰ این کشور بود.

## زندگی‌نامه
او از دانشگاه خود مختار سانتو دومینگو فارغ‌التحصیل شد و در سال ۱۹۷۹ در دانشگاه کالیفرنیا، ارواین، در رشته تولید فیلم و تلویزیون تحصیل کرد.
از فیلم‌ها یا برنامه‌های تلویزیونی که وی در آن نقش داشته است می‌توان به سور بز اشاره کرد.
در اولین کارهایش او به عنوان یک متخصص رنگ فیلم بود که در آن روی فیلم‌های کلاسیک سیاه و سفید مانند معجزه در خیابان سی و چهارم، شاهین مالت، و آلفرد هیچکاک تقدیم می‌کند، کار کرد. او به جمهوری دومینیکن بازگشت و به عنوان کارگردان تولید در چندین ایستگاه تلویزیونی معتبر شروع به کار کرد، و در آنجا چندین فیلم تلویزیونی، کمدی و سریال‌های تلویزیونی ایجاد کرد.